# Mantidactylus bicalcaratus
Mantidactylus bicalcaratus é uma espécie de anfíbio da família Mantellidae.
É endémica de Madagáscar.
Os seus habitats naturais são: florestas subtropicais ou tropicais húmidas de baixa altitude, regiões subtropicais ou tropicais húmidas de alta altitude e plantações .
Está ameaçada por perda de habitat.